# 즈데네크 제만
즈데네크 제만(체코어: Zdeněk Zeman, 1947년 5월 12일 ~ )는 체코계 이탈리아의 축구 감독이다. 그는 오랫동안 이탈리아의 축구계에서 다양한 축구 클럽들의 감독을 맡았었고, 최근에는 페스카라의 감독직을 수행했다.

## 경력

### 초창기
제만의 첫 축구 코치 경력은 팔레르모 인근 아마추어 축구팀(Cinisi, Bacigalupo, Carini, Misilmeri, Esacalza)에서 시작되었다. 1974년에 그의 삼촌 체스트미르 비츠팔레크의 도움 덕에, 팔레르모 유소년팀의 코치으로 1983년까지 일하며 귀중한 경험을 쌓았다.
그는 1975년에 스포츠의학 학위를 받았으며 1979년에는 코베르차노 축구 코치 학교에서 파텐티노(프로 수준의 축구 코치 자격증) 자격을 획득했다.
그의 첫 프로 축구감독직은 아그리젠토현의 작은 도시의 팀 리카타으로 시작했으며, 그는 주로 젊은 선수들로 이루어 세리에 C2를 우승시켰다. 1986년, 세리에 C1의 포자에 입단하기 위해 리카타를 떠났지만, 대회가 끝나기 전에 그는 해임되고 말았다. 1987년, 그는 세리에 B에 있던 파르마의 감독이 되었지만, 단 7경기 만에 해고당했다. 1988년에 메시나의 감독으로 시칠리아에 돌아왔고, 살바토레 스킬라치의 골 덕분에 시즌종료 후 8위로 마쳤다.

### 제만란디아:포자와 3부리그에서 세리에 A로
1989년, 포자의 회장 파스콸레 카실로는 불과 몇 년 전에 해임시켰던 제만과 다시 계약했다. 이것이 제만란디아(나중에 그 스스로가 지칭한)라고도 알려진 기적의 포자의 시작이었으며, 이 당시에 팀에는 무명 선수들로 이뤄졌는데, 이중에는 주세페 시뇨리, 프란체스코 바이아노 등이 있다. 2년 뒤에 팀은 최고 수준의 리그인 세리에 A로 승격하였다.
포자의 세리에 A 첫 출현 당시에는 아무도 이 팀이 3년 연속으로 UEFA 컵에 출전했을 것을 예상하지 않았다. 이 성과는 즈네데크 제만 감독의 장기로 정리되는 4-3-3 포메이션의 인상적이고 공격적인 전술덕에 이룬 것이었다. 이 기간에 포자에는 로베르토 람바우디, 루이지 디 비아조, 이고리 샬리모프, 호세 하모트, 단 페트레스쿠, 이고리 콜리바노프들이 있었다. 즈네데크 제만의 전술은 그가 학창 시절에 축구가 아니라 배구를 했던 그 경험에서 영향을 받았다고 말한다.

### 라치오와 로마
1994년, 제만은 라치오에서 위대한 도전을 하기 위해 포자를 떠났고, 비안코첼레스티와 함께 1997년에 경질되기전까지 2,3위를 차지했다. 그는 라치오 감독을 맡는 동안 알레산드로 네스타라는 젊은 수비수에게 많은 1군팀 기회를 제공하며, 그의 선수 경력의 시작을 올리면서 인정을 받았다. 다음 시즌에, 제만은 AS 로마와 급성장하는 재능의 프란체스코 토티의 감독이 되면서, 로마에 머무르게 됐다.
흥미로운 경기를 펼치며 좋은 4위로 마친, 제만은 1998년 7월에 옛 유벤투스의 선수 잔루카 비알리와 알레산드로 델 피에로가 크레아틴을 사용한 것을 예로 들며, 이탈리아 축구계에서 약물 남용의 의혹이 있음을 밝혔다. 이 결과로 인하여 법원은 재판을 시작하였고, 유벤투스의 스포츠 닥터 리카르도 아그리콜라가 1994년과 1998년 사이에 선수들에게 과도한 약물들을 준 혐의를 발견하였고 1년뒤에 상소 법원에서 그의 무죄를 선언했지만, 2004년에 1년 10개월의 유죄를 선고받았다. 다음 시즌인 1998–1999 시즌에 제만은 5위를 기록했지만, 1999년 여름에 파비오 카펠로로 교체되고 말았다.

### 2000년대
그의 다음 감독직 목표지는 페네르바흐체 SK와 SSC 나폴리였으나 썩 운이 좋지는 않아서, 제만의 감독 명성은 빠르게 사라져, 팀들이 선뜻 그를 고용하려고 하지 않았다. 세리에 B 살레르니타나(2년간, 6위를 기록하고 다음해에 해임)와 아벨리노(어린시절의 비탈리 쿠투조프와 하위권을 기록)에서 3년을 보낸 후, 2004년에 세리에 A 팀 레체에서 그를 선임하는 도박을 벌였다. 그의 처리 방식대로 세리에 A 내에서 가장 어린 선수들로 이루어진 선수단 중 하나를 이끈 제만은 발레리 보지노프와 미르코 부치니치 같은 재능있는 선수들을 이끌고 팀을 중위권으로 이끌며, 좋은 성적을 냈다. 시즌 종료후, 제만은 감독 자리를 사임했다. 무직으로 보낸 지 9달 후인 2006년 3월 5일에 브레시아의 감독으로 선임되었다. 하지만 제만 감독을 불렀을 때 브레시아의 순위는 3위였으나, 부임 이후 엄청난 부진을 껶었고, 11경기에서 승점 8점을 건지는 데 그쳐, 승격 플레이오프마저도 놓치고 말았다. 시즌 종료후, 그의 전술에 동의하지 않았던 선수들의 비판으로 인하여 사임을 하였다.
2006년 6월 21일, 제만은 2005–2006 시즌에 강등된 레체와 1년 계약을 맺으며 복귀했다. 하지만 부진한 성적으로 인하여, 그는 12월 24일에 경질되고 말았고 주세페 파파도풀로로 교체되었다.
2008년 6월 17일, 레드 스타 베오그라드는 제만을 새로운 팀의 코치로 선임했음을 발표하였다. 레드 스타의 감독으로 부임한 후 정식 경기를 치른 지 5경기 만인 2008년 9월 6일에 제만은 리그와 UEFA 컵에서 거둔 재앙적인 성적 때문에 경질되었다. 제만 감독이 팀을 맡는 동안, 레드 스타는 정규 리그 세 경기 동안에 단 한 골도 넣지 못했고 24년 만에 그들이 리그 최하위권에 있는 걸 목격하게 되었다. 또한 레드 스타는 UFFA컵에서 키프로스의 아포엘에 밀려 탈락하였다.

### 2010년대:포자로의 복귀와 페스카라
2010년 7월 20일, 제만이 그가 맡았던 예전팀 포자의 새로운 감독이 됐음이 발표되었고, 회장 파스콸레 카실로와 단장 주세페 파보네가 다시 입단하면서, 1990년대에 사타넬리를 세리에 A로 이끌었던 삼인방들이 다시 모였다. 정규리그를 6위로 마감하고, 모든 이탈리아 프로 리그팀 중에서 가장 높은 득점률을 지녔으나 승격 플레이오프에서 탈락한 후에, 5월이 끝나고 그는 팀을 떠났다.
2011년 6월 21일, 제만이 1년 계약을 맺고, 세리에 B의 페스카라의 감독이자 기술감독이 되었음이 발표하였다. 페스카라에서 제만은 유망한 젊은 선수들로 이뤄진 선수들 덕에 그의 옛 명성을 완전히 회복하였고, 그 어린 선수들중에 상당수는 제만의 이전 시즌 팀이었던 포자의 선수(시모네 로마뇰리, 치로 임모빌레, 로렌초 인시녜 등)들이었으며, 그의 재임 시절에 아브루초주의 비안카추리는 자동 승격순위로 편한한 레이스를 달렸고 이탈리아 프로리그 득점 기록(세리에 B 기록-42경기 90골)을 갱신하였다. 2012년 5월 21일, 페스카라는 삼프도리아 원정 경기에서 3-1로 이기며 자동승격권을 얻었고, 제만은 부임한지 첫 시즌 만에 1부 리그 복귀를 확정시켰다. 그는 시즌 최종전을 마치고 세리에 B 우승 타이틀을 차지하였다.

### 2012년:로마로의 귀환
2012년 6월 4일, 제만은 과거 그가 맡았던 로마의 감독직을 승낙했으며, 계약은 2012년 7월 1일부터 2014년 6월 30일까지 지속되는 2년 계약이다. 그의 스텝진은 수석코치 빈첸초 칸젤로시, 테크니컬 코치 자코모 모디카, 체력 코치 로베르토 페롤라로 구성되었다. 이 계약은 제만의 팀을 떠난지 13년 만에 귀환이였다. 또한 그의 선임은 월스트리트 저널이 그를 "축구계의 제디"라고 묘사하며, 그에 대해 흔치 않은 그의 기사 저술을 이끌어내기도 하였다.
제만의 두 번째 로마 감독 임기는 마르턴 스테켈렌뷔르흐, 다니 오스발도 그리고 특히 부주장이자 원클럽맨 다니엘레 데 로시 같은 핵심 선수들을 선수 명단에서 제외하면서 논란이 되었다. 계속된 부진한 성적은 제만 감독의 미래에 대한 루머를 일으켰고, 왈테르 사바티니 단장은 1월 말에 노련한 체코 감독의 해고 가능성을 명쾌하게 밝혔다.
2013년 2월 2일, 제만은 칼리아리에게 홈 경기에서 2-4로 패배한후에 23경기 만에 8위 성적에 감독직에서 해임됐다. 경질후, 선수 미랄렘 퍄니치는 제만의 결정이 옳았다고 믿으며, 클럽의 총 공격 스타일의 운영 방식이 우리의 강점이자 최대의 약점이었다고 생각했다. 그는 경질과 은퇴 루머에 관한 폄하에 괴로워하지 않고, 제만은 가제타 델로 스포르트에 마침내 그의 경질에 대한 비판을 하였다.

### 2014년:칼리아리
2014년 6월, 제만은 톰마소 줄리니가 인수한 이후, 세리에 A의 클럽 칼리아리의 새 감독으로 임명되면서 축구 감독으로 복귀했다.

## 개인사
의료인과 주부의 아들로 태어난 제만은 유벤투스의 전 선수이자 코치이며 그의 외삼촌인 체스트미르 비츠팔레크와 관련이 있다. 1968년에 제만은 그의 외삼촌을 만나기 위해 팔레르모로 갔으나 당시에 그의 조국이 바르샤바 조약군에 침략당하면서, 그는 이탈리아에 영원히 머물기로 결심하였다.
그는 1975년에 성공적으로 이탈리아 시민권을 획득했고 팔레르모에서 키아라 페리코네(Chiara Perricone)라는 여성을 만나 카렐(Karel), 안드레아(Andrea)라는 두 자식을 두고 있다. 카렐은 2012년 3월에 그의 첫 프로팀 레가 프로 프리마 디비시오네의 파노를 맡기 이전에 보자노와 만프레도니아 같은 아마추어 수준의 팀들을 시작하며 성공적으로 그의 아버지의 발자취를 따라가며 감독이 되어가고 있다. 그는 최근까지 몰타에 있는 트오르미의 감독으로서 있었다.

## 수상 내역

### 감독
리카타
- 세리에 C2 (1): 1984–85

포자
- 세리에 B (1): 1990–91

페스카라
- 세리에 B (1): 2011–12

### 개인
감독직
- 감독상 2위 (1): 2011-12